# Американський пиріг 3: Весілля
«Американський пиріг 3: Весілля» (англ. American Wedding) — американський комедійний фільм 2003 р. режисера Джесі Ділана та сценариста Адама Герца, сиквел Американський пиріг 2. Третя частина оригінальної франшизи та останній фільм, сценарій до якого написав Герц. Продовження, Американський пиріг: Знову разом, випущене через дев'ять років.
Головні ролі виконували: Джейсон Біггс, Едді Кей Томас, Шонн Вільям Скотт, Елісон Ганніган, Юджин Леві, Дженьюері Джонс і Томас Ієн Ніколас.
Хоча фільм в основному зосереджений на весіллі Джима Левенштейна і Мішель Флаерті, вперше в серії фільмів розгортається паралельна історія про Стіва Стіфлера, його обурливих витівок організувати парубоцьку вечірку, навчити Джима танцювати і конкурувати з Фінчем, щоб завоювати серце прекрасної сестри Мішель, Кеденс.

## Синопсис
Готується весілля Джима і Мішель. Стіфлер планує бути шафером, і, що більш важливо, бути організатором парубочої вечірки із стриптизерками. Проте знаючи повадки Стіфлера, ніхто не хоче, щоб той був присутній на весіллі.
Фінч все ще заганяється по різних ритуалах, але цього разу він вже не ганяється за мамою Стіфлера, а полює за молодшою сестрою Мішель, Кеденс, дуже сексуальною красунею, яку також запримітив для себе Стіфлер. І в цей час, як завжди, тато Джима роздає направо-наліво нікому не потрібні поради, які ніхто не хоче чути, тим більше під час підготовки до одного з найкращих днів життя його сина …

## У ролях
- Джейсон Біґґз — Джим Левенштайн
- Шон Вільям Скотт — Стів Стіфлер
- Елісон Генніґан — Мішель Флаєрті
- Едді Кей Томас — Пол Фінч
- Томас Ян Ніколас — Кевін Маєрс
- Дженюарі Джонс — Кеденс Флаєрті
- Джастін Ісфельд — Джастін
- Дженніфер Кулідж — мати Стіфлера
- Джон Чо — Джон

## Критика
На сайті Rotten Tomatoes фільм одержав 55% із 146 рецензій.